# Moritzburger Kirche

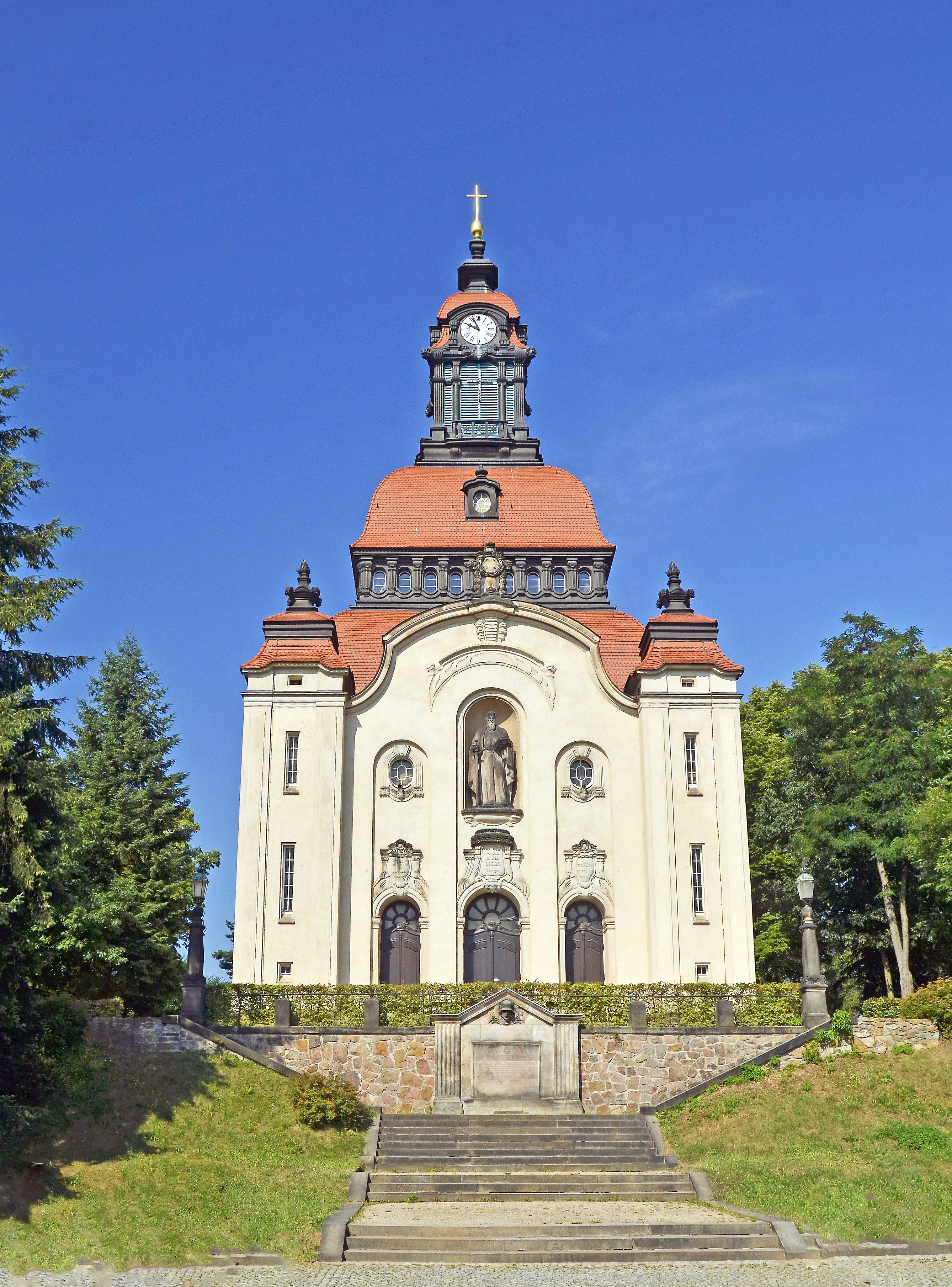
Moritzburger Kirche

Die Moritzburger Kirche ist das Kirchengebäude der evangelisch-lutherischen Kirchgemeinde im sächsischen Moritzburg und steht unter Denkmalschutz.
Das 47 m hohe Gotteshaus wurde von 1902 bis 1904 nach Entwurf des Dresdner Architekten Richard Schleinitz (1861–1916) für die damalige Kirchgemeinde Eisenberg-Moritzburg gebaut. Am 26. September 1902 erfolgte die Grundsteinlegung und am 7. November 1904 fand die Kirchweihe statt. Die Baukosten der Kirche beliefen sich auf 163.635 Mark. Bemerkenswert an der Kirche ist, dass der Chor nach Westen zeigt und nicht wie sonst üblich nach Osten ausgerichtet ist.
Die Kirche ist in der Art eines Zentralbaus in neobarocken Formen gestaltet und korrespondiert dadurch stilistisch mit dem barocken Moritzburger Schloss. Besonderheiten im Innenraum sind das wesentlich ältere Altarbild „Verklärung Christi“ von Stefano Cattaneo (gemalt 1669 für den Kurfürsten Johann Georg II. von Sachsen), die vier Evangelisten-Stuckornamente in der Doppel-Kuppel und die 1904 von der Dresdner Orgelbauanstalt Gebrüder Jehmlich gebaute Orgel mit spätromantischem Klangbild. Sie hat 25 Register auf zwei Manualen und Pedal.
Während der Kriegswirren im Zweiten Weltkrieg wäre die Kirche fast zweimal durch Brand vernichtet worden. Im April 1945 durch die SS „wegen ihrer exponierten Lage“ und am 7. Mai 1945 durch die einrückenden Sowjettruppen „weil an den Emporen Kränze zu Ehren Gefallener mit Hakenkreuzschleifen hingen“. In beiden Fällen konnte das Schlimmste durch den damaligen Pfarrer Otto Seibt (Pfarrer von 1944 bis 1957) und weiteren verhindert werden.
Nachdem lange Jahre keine Maßnahmen zum Bauunterhalt erfolgen konnten, begann 1992 endlich eine umfassende Sanierung und Restaurierung der Moritzburger Kirche. Die Arbeiten wurden aus finanziellen Gründen in einzelne Schritte aufgeteilt, die in einem Zeitraum von annähernd zwei Jahrzehnten vollzogen wurden, bis man im Sommer 2010 die Fertigstellung feiern konnte. Durch Fördermittel, Zuwendungen (von Bund, Land Sachsen und Kommune) sowie durch private Spenden konnte die Summe von über 2,4 Millionen Euro für die Sanierung aufgebracht werden.
Die Kirche ist ein Schauplatz des jährlich im August stattfindenden Moritzburger Kammermusikfestivals.
Mit Wirkung zum 2. Januar 2021 haben sich die Kirchgemeinden der Radebeuler Friedenskirche, der Radebeuler Lutherkirche, der Reichenberger Kirche sowie der Moritzburger Kirche zu einem Kirchspiel zusammengeschlossen, das seit dem 1. Juli 2021 den Namen Evangelisch-Lutherisches Kirchspiel in der Lößnitz trägt.

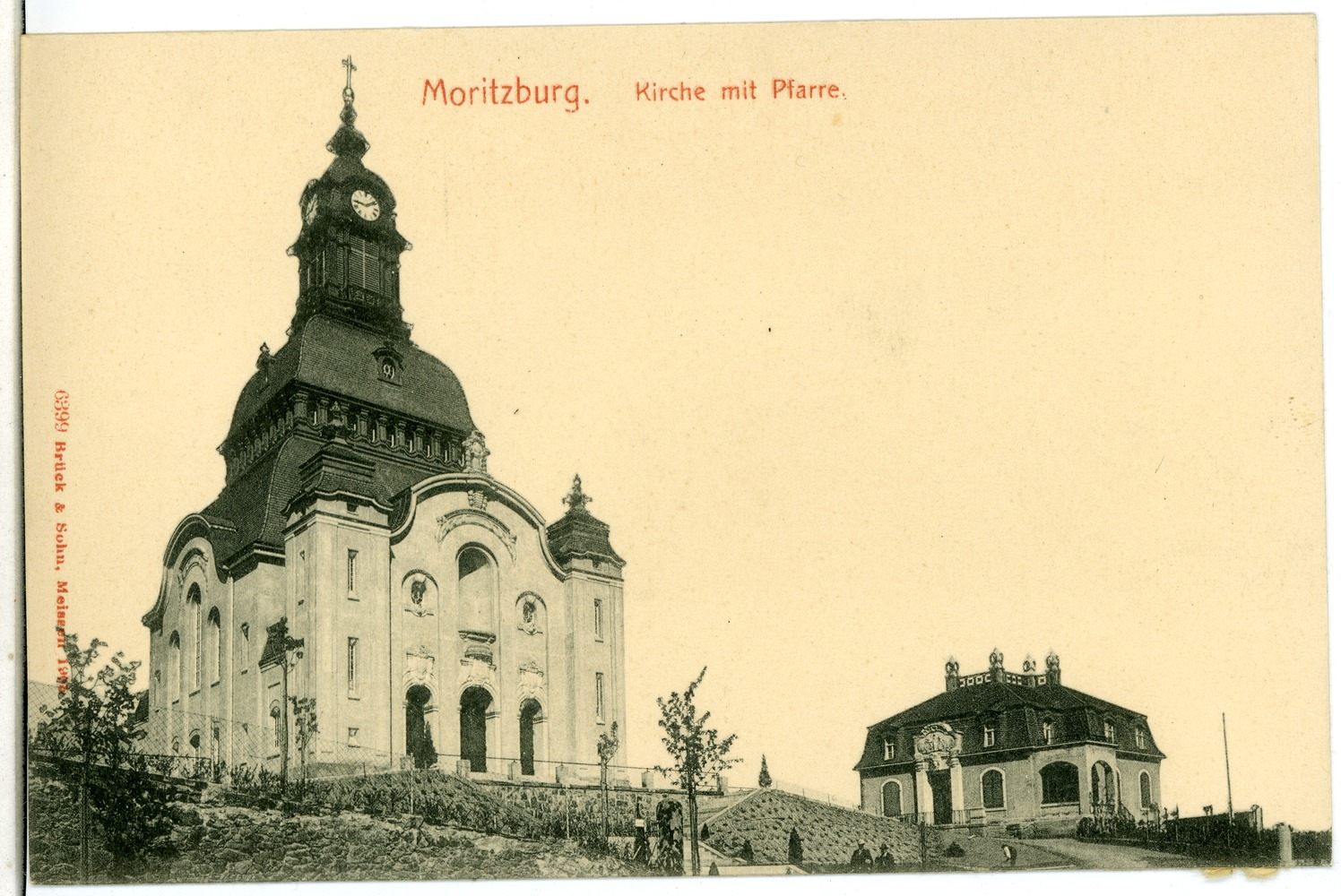
Kirche und Pfarrhaus 1905
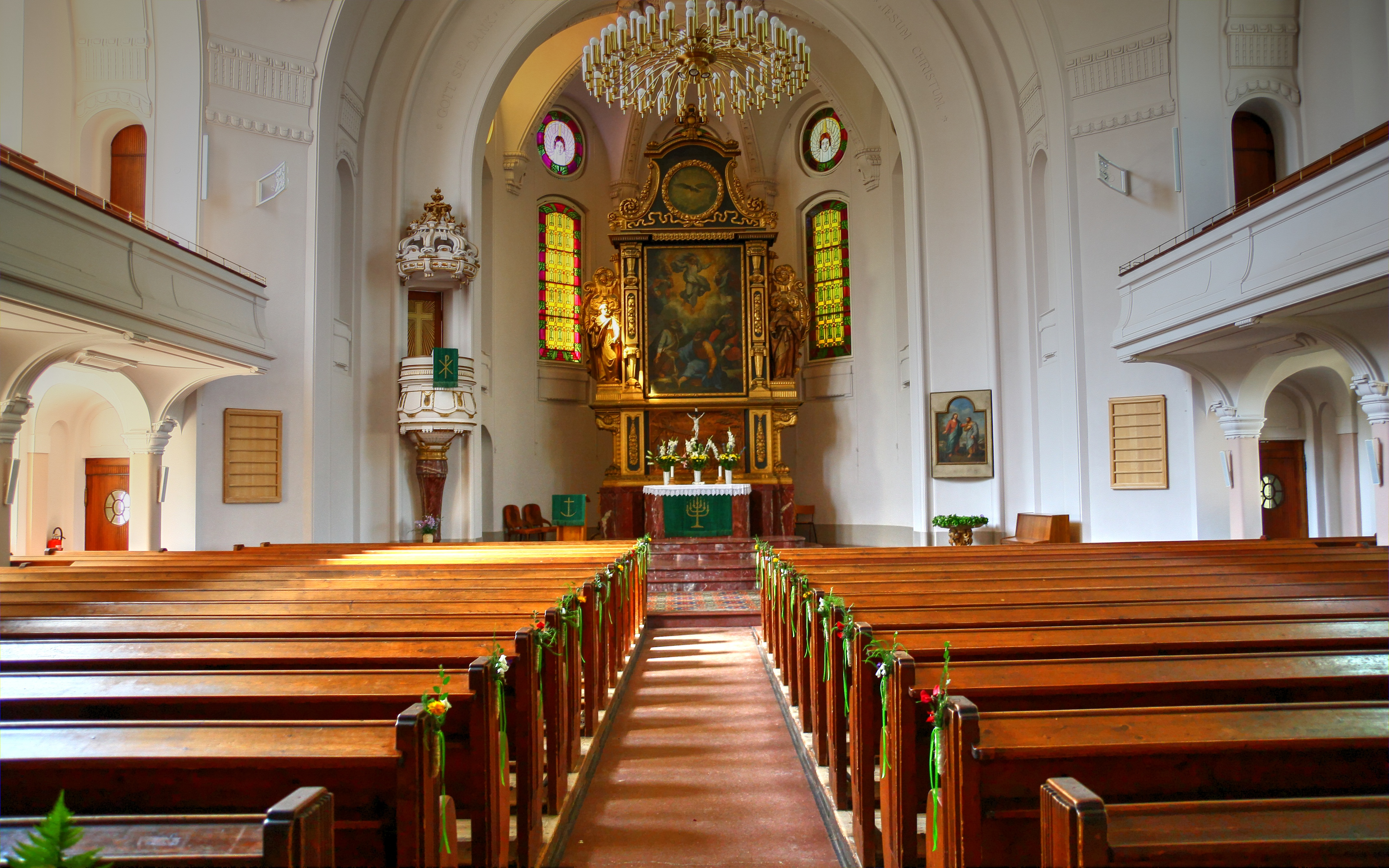
Blick zum Chor und Altar
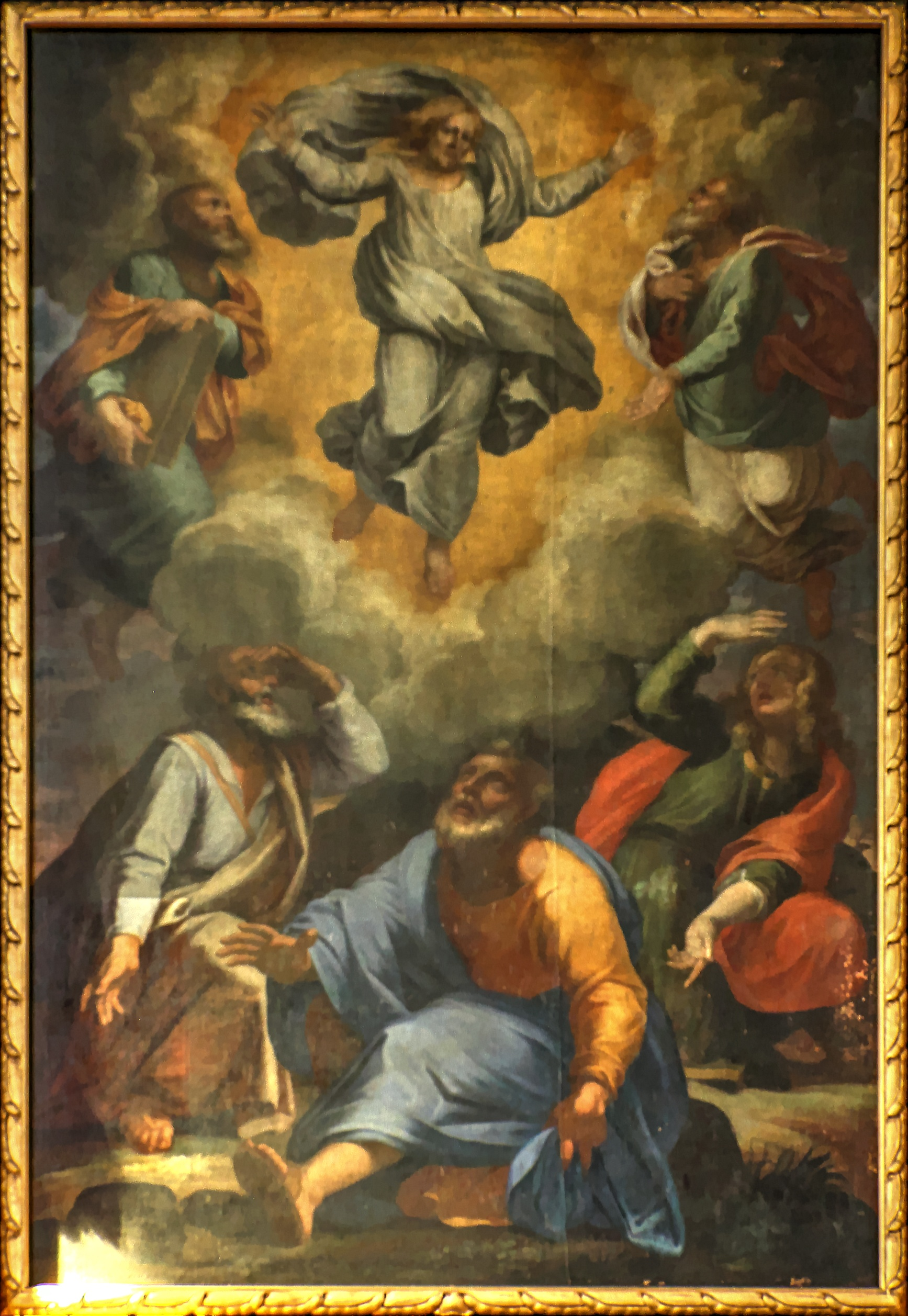
Altargemälde „Die Verklärung Christi“ von Stefano Cattaneo (1669)
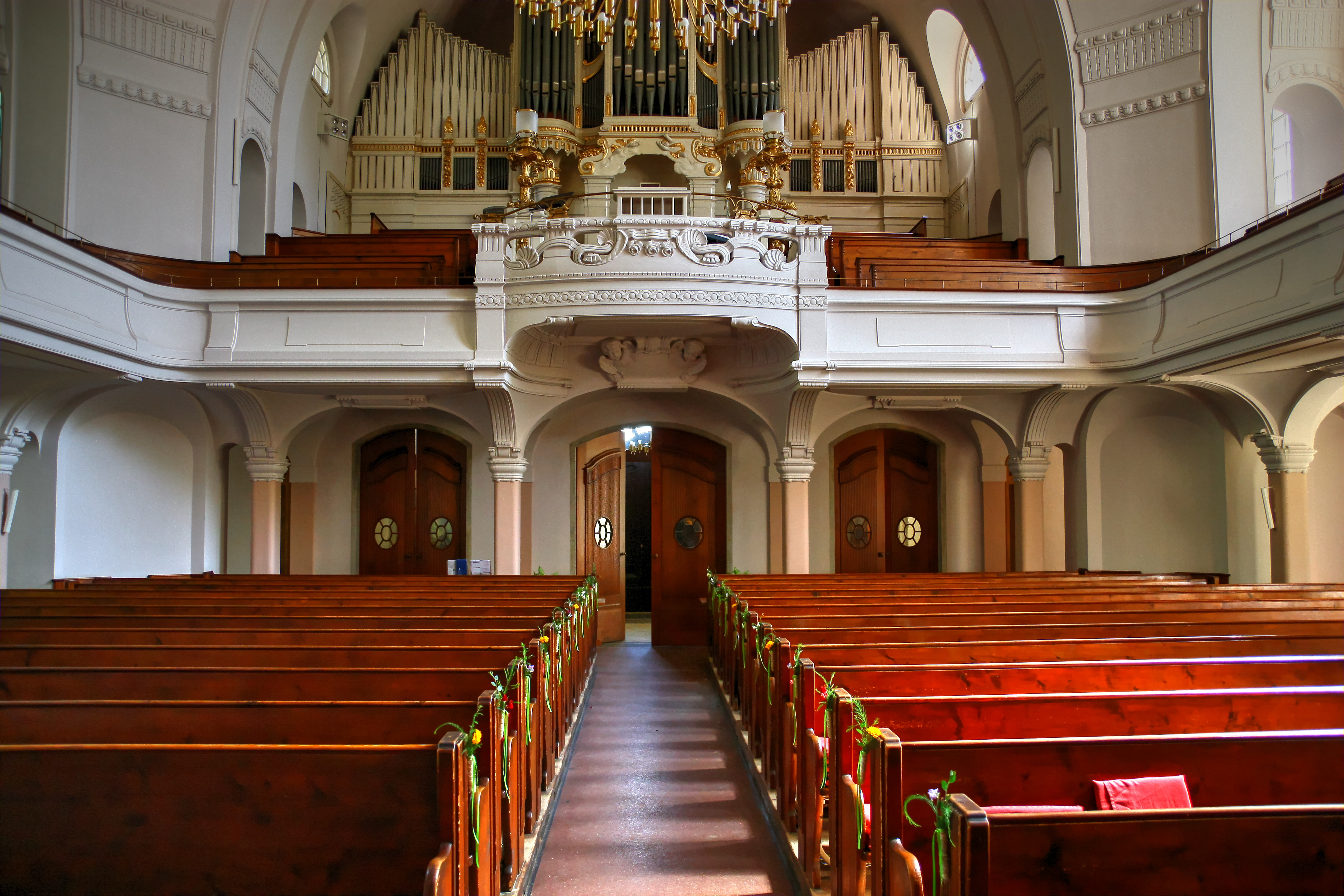
Blick zur Empore mit Orgel
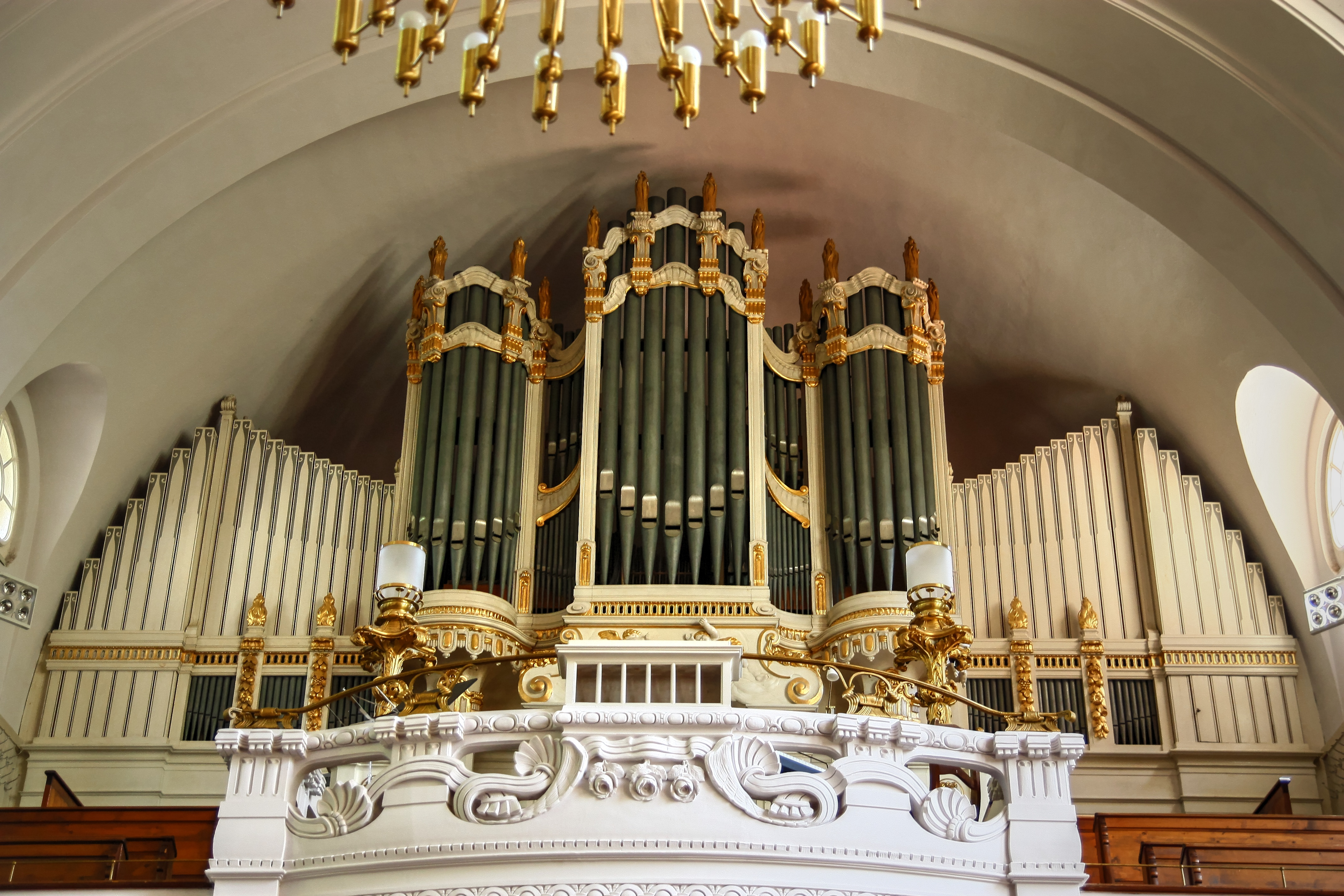
Jehmlich-Orgel von 1904
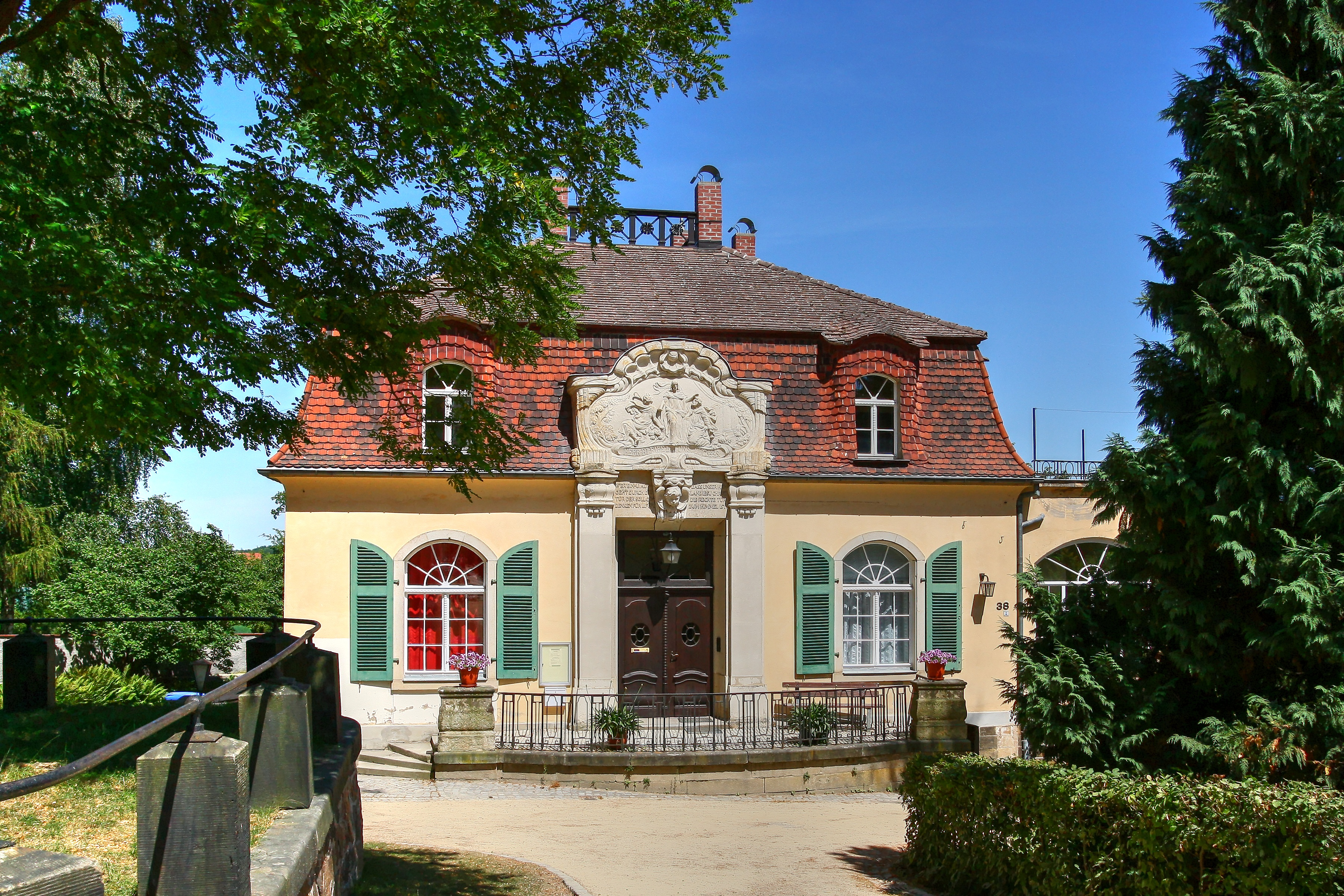
Pfarrhaus unweit der Kirche